# William Frischkorn
William Frischkorn, detto Will (Charlottesville, 10 giugno 1981), è un ex ciclista su strada, ciclocrossista e pistard statunitense, professionista dal 2000 al 2009.

## Carriera
Nel 1999 partecipò ai mondiali di ciclocross, classificandosi al quinto posto tra gli juniors. Passò professionista alla fine di maggio del 2000 con la Mercury di John Wordin, con cui rimase anche nella stagione successiva. Nel 2002 passò alla Saturn di Tom Schuler, partecipando nel 2003 ai campionati del mondo su strada, classificandosi trentacinquesimo tra gli Under-23.
Dopo aver corso nel 2004 con la Colavita, passò nel 2005 alla TIAA-CREF, squadra con licenza UCI Continental con cui vinse il prologo del Tour de Martinique. Nel 2006 fu campione nazionale nell'inseguimento a squadre. Nel 2007 passò alla Slipstream, squadra Continental Pro, vincendo l'Univest Grand Prix. Fu protagonista di una fuga nella terza tappa del Tour de France 2008, che terminò al secondo posto dietro Samuel Dumoulin.

## Palmarès

### Strada
- 1998 (Allievi, due vittorie)

Campionati statunitensi, prova in linea individuale
Classifica generale Tour de l'Abitibi
- 2002 (Saturn, una vittoria)

3ª tappa Linz-Passau-Budweis
- 2003 (Saturn, due vittorie)

3ª tappa Tour de Delta (North Delta)
Classifica generale Tour de Delta
- 2004 (Colavita, quattro vittorie)

Koppenberg USA
1ª tappa Colorado Classic (Glen Haven)
3ª tappa Colorado Classic (Horsetooth)
Classifica generale Colorado Classic
- 2005 (TIAA-CREF, una vittoria)

Prologo Tour de Martinique (Fort-de-France, cronometro)
- 2007 (Slipstream, due vittorie)

1ª tappa, 1ª semitappa Tour of the Bahamas
Univest Grand Prix

### Pista
- 2006

Campionati statunitensi, inseguimento a squadre

### Altri successi
- 2003

Boulder-Roubaix
- 2006

Classifica della combattività Tour de Georgia
- 2009

1ª tappa Tour of Qatar (cronosquadre)

## Piazzamenti

### Grandi Giri
- Tour de France

2008: 133º

### Classiche monumento
- Milano-Sanremo

2008: 124º
2009: 64º

### Competizioni mondiali
- Mondiali di ciclocross

Poprad 1999 - Juniors: 5º
- Mondiali su strada
- Hamilton 2003 - In linea Under-23: 35º